# Exerodonta abdivita
Exerodonta abdivita är en groddjursart som först beskrevs av Campbell och William Edward Duellman 2000.  Exerodonta abdivita ingår i släktet Exerodonta och familjen lövgrodor. IUCN kategoriserar arten globalt som otillräckligt studerad. Inga underarter finns listade i Catalogue of Life.